# Vlag van de Turkse Republiek Noord-Cyprus

Vlag van de Turkse Republiek Noord-Cyprus

Vlag van de Turkse Republiek Noord-Cyprus in 1983

De vlag van de Turkse Republiek Noord-Cyprus is grotendeels gebaseerd op de vlag van Turkije, waarmee het land nauwe politieke en culturele banden heeft. In het oorspronkelijke ontwerp van 1984 werd de Turkse vlag gebruikt met twee witte strepen eroverheen. Het jaar daarna zijn de kleuren omgedraaid waardoor de huidige vlag is ontstaan. De vlag werd op 7 maart 1984 aangenomen.

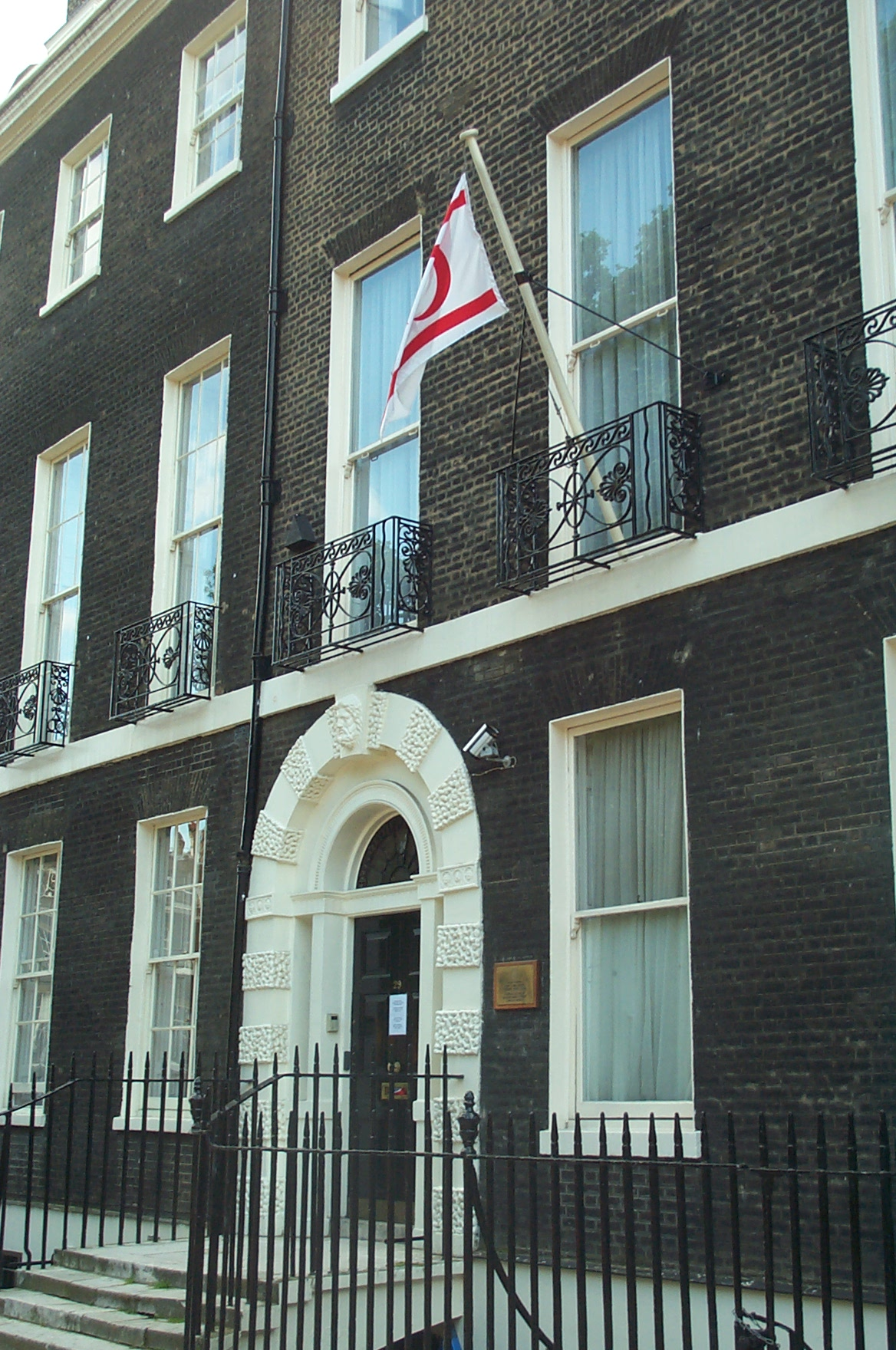
Turks-Cypriotische vlag vanaf het gebouw van de TRNC-vertegenwoordiging te Londen.

Langs de weg van de Cypriotische hoofdstad Nicosia naar Kyrenia is een enorme Turks-Cypriotische vlag te zien. Deze vlag is van kalk gemaakt en wordt als het donker is door lampen weergegeven. De vlag bevindt zich in de bergen boven Nicosia, waardoor zij vanuit de stad goed te zien is, hetgeen door de Republiek Cyprus (Grieks-Cyprus) als een provocatie gezien wordt. Vanwege het ontbreken van bergen heeft het overigens voor de Grieks-Cyprioten weinig zin om aan hun kant van de stad een enorme versie van hun eigen vlag te plaatsen.
Naast de vlag is een citaat van Atatürk opgenomen "Ne Mutlu Türküm Diyene".

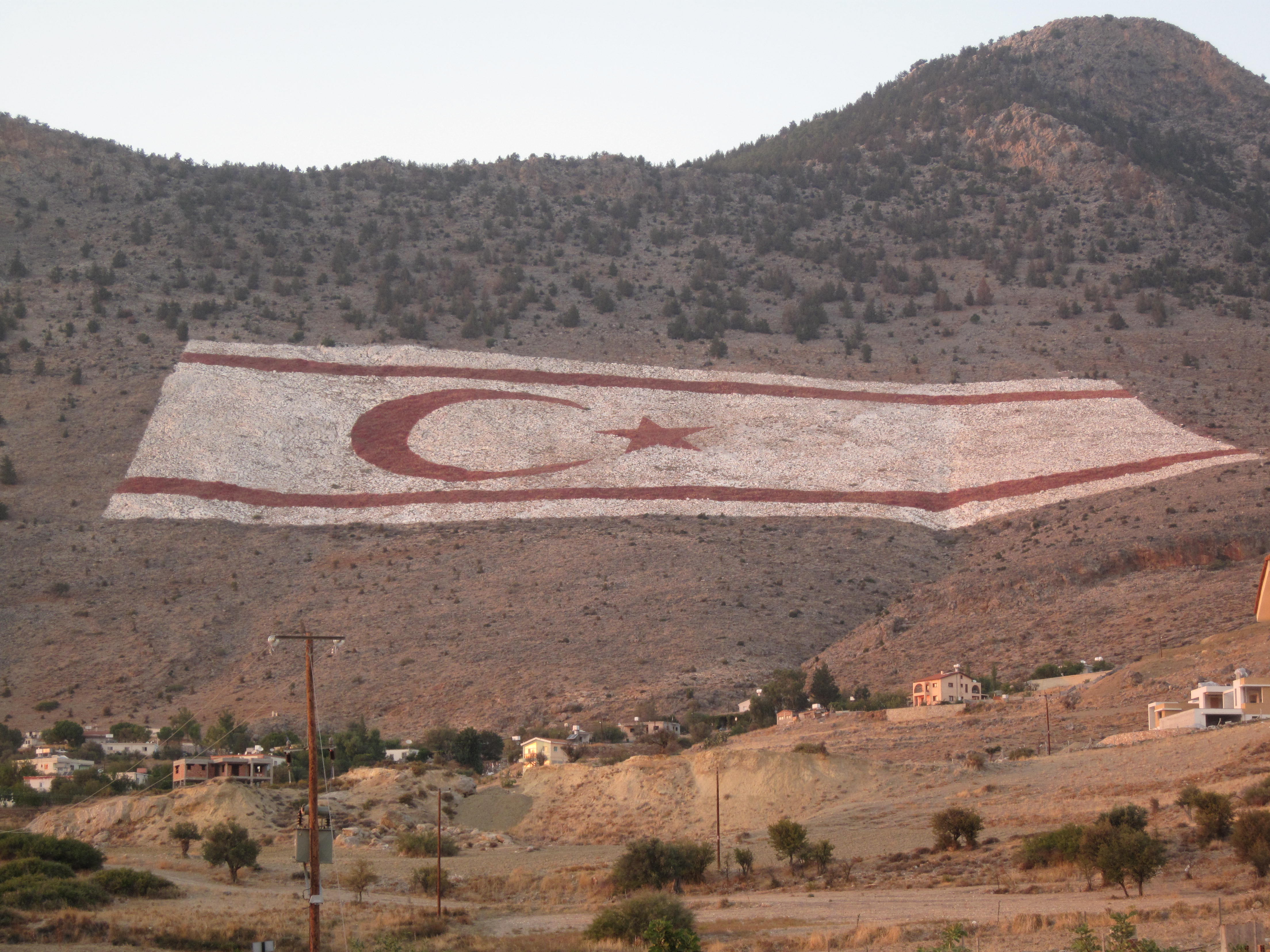
De vlag op de berg
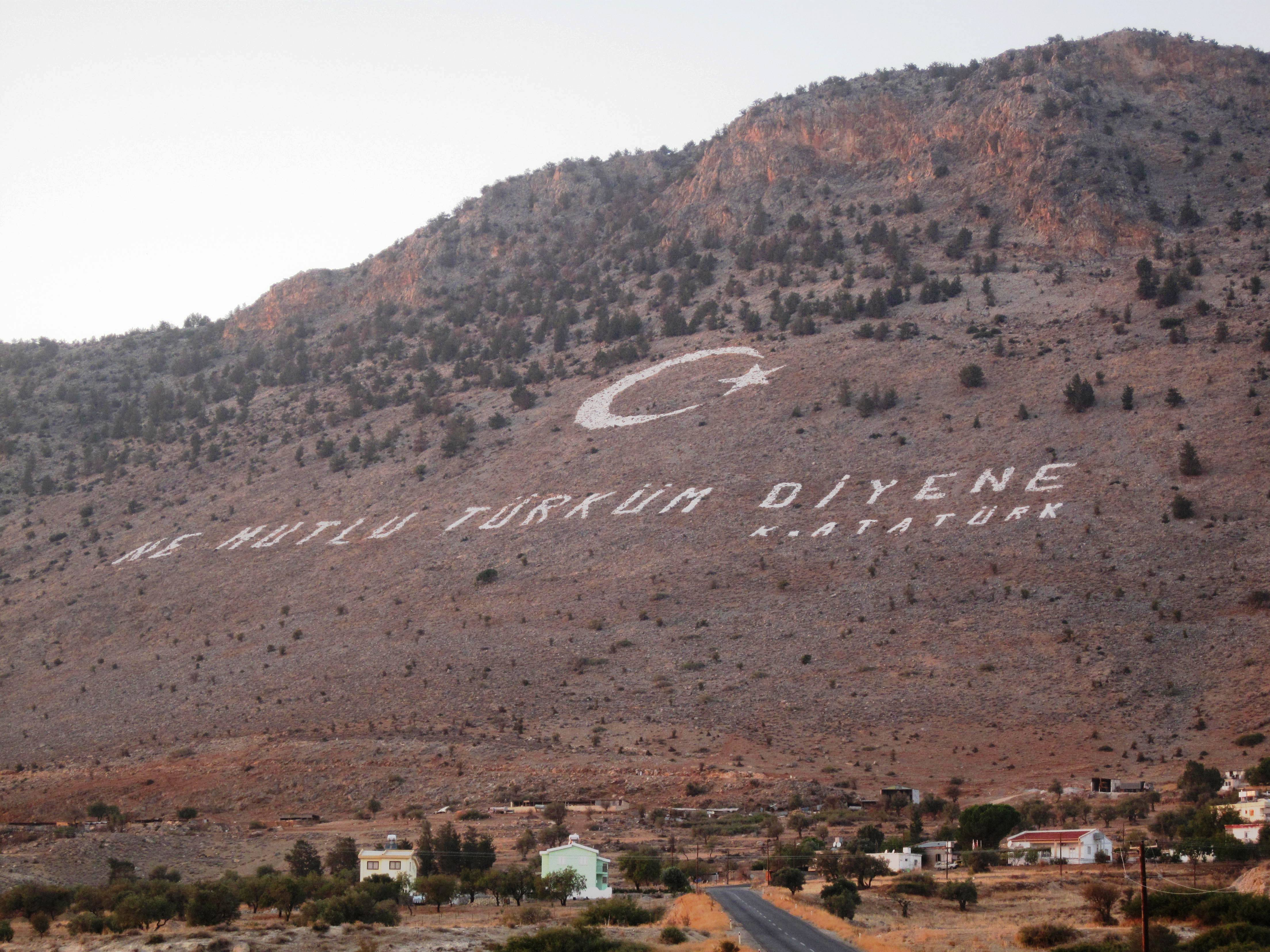
Het citaat van Atatürk